# Ashes of Love
Ashes of Love, także jako Heavy Sweetness, Ash-like Frost (chiń. 香蜜沉沉烬如霜; pinyin Xiāng mì chénchén jìn rú shuāng) – chiński serial telewizyjny z gatunku xianxia, który stanowi adaptację powieści o tym samym tytule autorstwa Dian Xian. Główne role odgrywają w nim Yang Zi oraz Deng Lun. Seria miała swoją premierę 2 sierpnia 2018 roku na Jiangsu TV.
Do stycznia 2019 roku seria została wyświetlona 15 miliardów razy
W Polsce serial dostępny jest za pośrednictwem platformy Rakuten Viki z polskimi napisami, pod angielskim tytułem.

## Obsada
- Yang Zi jako Jinmi (锦觅)[5][6][7]
- Deng Lun jako Xufeng (旭凤)[5][6][8]
- Luo Yunxi jako Runyu (润玉)[5][9]
- Wang Yifei jako Suihe (穗禾)[5][10]
- Chen Yuqi jako Liuying (鎏英)[5][11]
- Zou Tingwei jako Qiyuan (奇鸢) / Muci (暮辭)[5][12]
- He Zhonghua jako Taiwei (太微)[13]
- Zhōu Hǎimèi jako Tuyao (荼姚)[13]
- Sa Dingding jako Nieśmiertelna Yuanji (缘机仙子)[13]
- Xia Zhiyuan jako Dan Zhu (丹朱) / swat / Księżycowy Nieśmirtelny (月下仙人) / Lisi Nieśmiertelny (狐狸仙)[14]
- Wang Renjun jako Luolin (洛霖)[15]
- Du Yuchen jako Kuang Lu (邝露)[16]
- Zhang Junran jako Lord Liaoyuan (燎原君) / Qin Tong (秦潼)[17]
- Furou Meiqi jako Rourou (肉肉) / Qianghuo (羌活)[18]
- Yao Qingren jako król Biancheng (卞城王)[19]

## Produkcja
W marcu 2017 roku ogłoszono rozpoczęcie produkcji serii, za którą odpowiadają firmy Perfect World Pictures, Happy Era Media, Omnijoi Media Corporation, Kunchi Pictures oraz Chongqing Shengmei. Prace nad serią nadzorował Dian Xian, autor oryginalnej powieści. Producentem serii został Liu Ning i Zhang Yancheng, reżyserem był Zhu Ruibin, za montaż odpowiadał Bai Yicong, a za scenariusz Zhang Yuan'ang.
Przygotowania do zdjęć trwały osiem miesięcy, a 600 osób stworzyło 20 tysięcy rekwizytów; wykorzystano 20 indywidualnych planów filmowych o łącznej powierzchni 100 tysięcy metrów, na których pracowało tysiąc pracowników. Zdjęcia do serii rozpoczęły się w czerwcu 2017 roku, trwały 5 miesięcy i zakończyły się w październiku 2017.
Seria miała swoją premierę 2 sierpnia 2018 roku na Jiangsu TV.

## Ścieżka dźwiękowa
13 sierpnia 2018 roku wydano album z muzyką do filmu, zatytułowany Xiāng mì chénchén jìn rú shuāng diànshì yuánshēng yīnyuè zhuānjí (香蜜沉沉烬如霜 电视原声音乐专辑), zawierający utwory śpiewane, razem z ich wersjami z samym akompaniamentem.
| Xiāng mì chénchén jìn rú shuāng diànshì yuánshēng yīnyuè zhuānjí | Xiāng mì chénchén jìn rú shuāng diànshì yuánshēng yīnyuè zhuānjí | Xiāng mì chénchén jìn rú shuāng diànshì yuánshēng yīnyuè zhuānjí | Xiāng mì chénchén jìn rú shuāng diànshì yuánshēng yīnyuè zhuānjí |
| Nr                                                               | Tytuł utworu                                                     | Wykonawca                                                        | Długość                                                          |
| ---------------------------------------------------------------- | ---------------------------------------------------------------- | ---------------------------------------------------------------- | ---------------------------------------------------------------- |
| 1.                                                               | „Bù rǎn (不染)”                                                  | Mao Buyi                                                         | 05:25                                                            |
| 2.                                                               | „Bù rǎn (不染 (伴奏))” (Sam podkład)                             | Mao Buyi                                                         | 05:32                                                            |
| 3.                                                               | „Zuǒshǒu zhǐ yuè (左手指月)”                                     | Sa Dingding                                                      | 03:50                                                            |
| 4.                                                               | „Zuǒshǒu zhǐ yuè (左手指月 (伴奏))” (Sam podkład)                | Sa Dingding                                                      | 03:50                                                            |
| 5.                                                               | „Tiāndì wú shuāng (天地无霜 (合唱版))” (Wersja chóralna)         | Yang Zi / Deng Lun                                               | 03:36                                                            |
| 6.                                                               | „Tiāndì wú shuāng (天地无霜 (伴奏))” (Sam podkład)               | Yang Zi / Deng Lun                                               | 03:36                                                            |
| 7.                                                               | „Tiāndì wú shuāng (天地无霜)”                                    | Deng Lun                                                         | 03:36                                                            |
| 8.                                                               | „Tiāndì wú shuāng (天地无霜 (伴奏))” (Sam podkład)               | Deng Lun                                                         | 03:36                                                            |
| 9.                                                               | „Qíng shuāng (情霜)”                                             | Yang Zi                                                          | 04:22                                                            |
| 10.                                                              | „Qíng shuāng (情霜 (伴奏))” (Sam podkład)                        | Yang Zi                                                          | 04:22                                                            |
|                                                                  |                                                                  |                                                                  | 41:45                                                            |

## Odbiór
Serial osiągnął komercyjny sukces, do 1 września 2018 roku osiągając 10 miliardów wyświetleń, a do stycznia 2019 roku ta liczba zwiększyła się do 15 miliardów.
Na chińskiej platformie społecznościowej Douban seria została przez widzów oceniona na 7,6/10 punktów.